# رابرت ولودر
رابرت ولودر (انگلیسی: Robert Voloder؛ زادهٔ ۹ مهٔ ۲۰۰۱) بازیکن فوتبال است.
وی همچنین در تیم‌های ملی فوتبال Bosnia and Herzegovina national under-17 football team، یوفا، Bosnia and Herzegovina national under-19 football team، جوانان آلمان، و زیر ۲۰ سال آلمان بازی کرده‌است.